# Пернов (миноносец)
«Пернов» — головной миноносец типа «Пернов», первый из 25 построенных для Российского императорского флота.

## История корабля
7 декабря 1891 года зачислен в списки судов Балтийского флота, в январе 1891 года заложен на судоверфи фирмы А. Норман в Гавре), спущен на воду 11 августа 1892 года, вступил в строй в октябре 1892 года.
Средняя скорость часового пробега во время испытаний составила 25,46 узлов, что превышало условия контракта. После контрольного вскрытия и осмотра механизмов «Пернов» совершил переход Шербур — Кронштадт. В России на миноносец установили вооружение. В 1893 году корабль передали российским заводам для копирования и он долгое время использовался в учебных целях.
16 октября 1909 года переклассифицирован в посыльное судно. Прошёл капитальный ремонт корпуса и механизмов в 1909—1910 годах.
Во время Первой мировой войны входил в состав дивизиона тральщиков. 7 ноября 1917 года вошёл в состав Красного Балтийского флота. 9 апреля 1918 года был захвачен в Або германскими войсками и передан вооружённым формированиям Финляндии. В 1922 году подлежал возврату РСФСР, но как окончательно устаревший был продан Финляндии на металлолом.